# مکس دیوانه: در آن سوی تاندردوم
مکس دیوانه: در آن سوی تاندردوم (انگلیسی: Mad Max Beyond Thunderdome) فیلمی در ژانر اکشن و علمی–تخیلی به کارگردانی جرج میلر است که در سال ۱۹۸۵ منتشر شد. از بازیگران آن می‌توان به مل گیبسون و تینا ترنر اشاره کرد. این فیلم سومین قسمت از سری فیلم‌های مکس دیوانه به‌شمار می‌آید.

## خلاصه داستان
در جهانی پسا آخرالزمانی که بر اثر نابودی محیط زیست و جنگ اتمی بر سر منابع به ویرانه‌ای تبدیل شده، مکس راکاتانسکی در بیابان‌های استرالیا با کاروانی از شترها در حال سفر است. راهزنی به نام جدیدیا و پسر جوانش به او حمله کرده و وسایلش را می‌دزدند. مکس رد آنها را تا شهر تجاری "بارترتاون" دنبال می‌کند.
در بارترتاون، انرژی شهر از طریق پالایشگاهی زیرزمینی به نام "آندرورلد" تأمین می‌شود که فضولات خوک را به متان تبدیل می‌کند. این پالایشگاه تحت کنترل "مستر بلستر" است - ترکیبی از یک رهبر باهوش (مستر) و محافظ غول‌پیکرش (بلستر). "آنتیتی"، حاکم بارترتاون، از مکس می‌خواهد بلستر را بکشد تا کنترل شهر را کامل در دست بگیرد.
مکس وارد آندرورلد می‌شود و با "پیگ کیلر"، زندانی‌ای که به خاطر کشتن خوکی برای تغذیه فرزندانش محکوم شده، دوست می‌شود. درگیری‌ها در بارترتاون در میدان نبرد "تاندردوم" حل می‌شود. مکس در نبردی سخت با بلستر، با استفاده از سوت او را ضعیف می‌کند (چون بلستر به صداهای زیر حساس است) اما وقتی می‌فهمد بلستر ناتوانی ذهنی دارد، از کشتنش صرف‌نظر می‌کند.
به خاطر نقض قوانین، مکس به بیابان تبعید می‌شود و در آستانه مرگ توسط دختری به نام ساوانا نیکس نجات می‌یابد. او مکس را به "سیاره ارف" می‌برد - واحه‌ای که گروهی از کودکان و نوجوانان در آن زندگی می‌کنند. این بچه‌ها که بازماندگان سقوط یک هواپیمای بوئینگ ۷۴۷ هستند، مکس را با خلبان افسانه‌ای "کاپیتان واکر" اشتباه می‌گیرند.
وقتی برخی از نوجوانان تصمیم به ترک واحه می‌گیرند، مکس آنها را دنبال می‌کند. در نهایت، گروه با کمک پیگ کیلر و آزاد کردن مستر، موفق به فرار با کامیونی اصلاح‌شده می‌شوند و در این فرار، پالایشگاه و بخش بزرگی از بارترتاون را نابود می‌کنند. با تعقیب نیروهای آنتیتی، مکس از جدیدیا و پسرش کمک می‌گیرد تا گروه را با هواپیما نجات دهند.
سال‌ها بعد، گروه در ویرانه‌های سیدنی جامعه‌ای جدید تشکیل داده‌اند و هر شب داستان سفرشان را بازگو می‌کنند، در حالی که چراغ‌های شهر را به امید راهنمایی مکس یا دیگر مسافران روشن نگه می‌دارند. مکس اما همچنان تنها در بیابان‌های بی‌پایان سرگردان است.